# Бобок, Геннадий Николаевич
Геннадий Николаевич Бобок (род. 20 июня 1941 год, Сталинград) — советский тренер по фехтованию, мастер спорта СССР, заслуженный тренер РСФСР, заслуженный работник физической культуры, спорта, туризма Московской области.

## Биография
Геннадий Николаевич Бобок родился 20 июня 1941 года в Сталинграде. В 1955 году в Саратове стал заниматься фехтованием. В период с 1955 года по 1960 год выступал за «Труд» (Саратов), с 1960 по 1972 год за «Спартак» (Новосибирск). В 1963 году спортсмену было присвоено звание мастера спорта СССР. В 1959 и 1960 годах становился чемпионом СССР среди юниоров в командном первенстве по фехтованию на рапирах. В 1967 году стал заслуженным тренером РСФСР в возрасте 26 лет. В 1973 году стал работать тренером в «Динамо» Московской области. В 1974 году стал главным тренером сборной команды Московской области по фехтованию. Среди его учеников — 20 мастеров спорта. Среди учеников Геннадия Бобока — олимпийский чемпион Ильгар Мамедов, Станислав Поздняков.

## Семья
Старший сын — Вячеслав Геннадиевич Бобок (род. 1966) — мастер спорта по фехтованию и заслуженный тренер России. Наставник двукратной чемпионки мира по сабле Натальи Макеевой.
Младший сын — Максим Геннадиевич Бобок (род. 1974) — бронзовый призёр чемпионата России 2005 года, серебряный призёр чемпионата Европы 2005 в командном первенстве по фехтованию на рапирах, внук Алексей Бобок — чемпион Сингапура в категории от 14 до 16 лет.

## Награды и звания
- Орден Олимпийского комитета России[3]
- Заслуженный тренер РСФСР[1]